# Fritz Tennigkeit
Fritz Tennigkeit (* 29. Mai 1892 in Berlin; † 21. Oktober 1949 ebenda) war ein deutscher Musiker und Maler.

## Leben
Fritz Tennigkeit heiratete 1922 Vally Möckel, die ältere Tochter des Berliner Geigenbauers Otto Möckel. Fritz Tennigkeit hatte eine Doppelbegabung als Maler und als Musiker. Tennigkeit stürzte sich 1949 aus dem 5. Stock des Hauses in der Kufsteiner Straße 69 in Schöneberg.

### Fritz Tennigkeit als Musiker
Als Musiker spielte er Bratsche, neben gelegentlicher Mitwirkung im Berliner Philharmonischen Orchester gehörte er dem Kammerorchester Edwin Fischer als Mitglied an. Mit Festigung der nationalsozialistischen Herrschaft zog er sich jedoch zunehmend aus dem Konzertbetrieb zurück.

### Fritz Tennigkeit als Maler

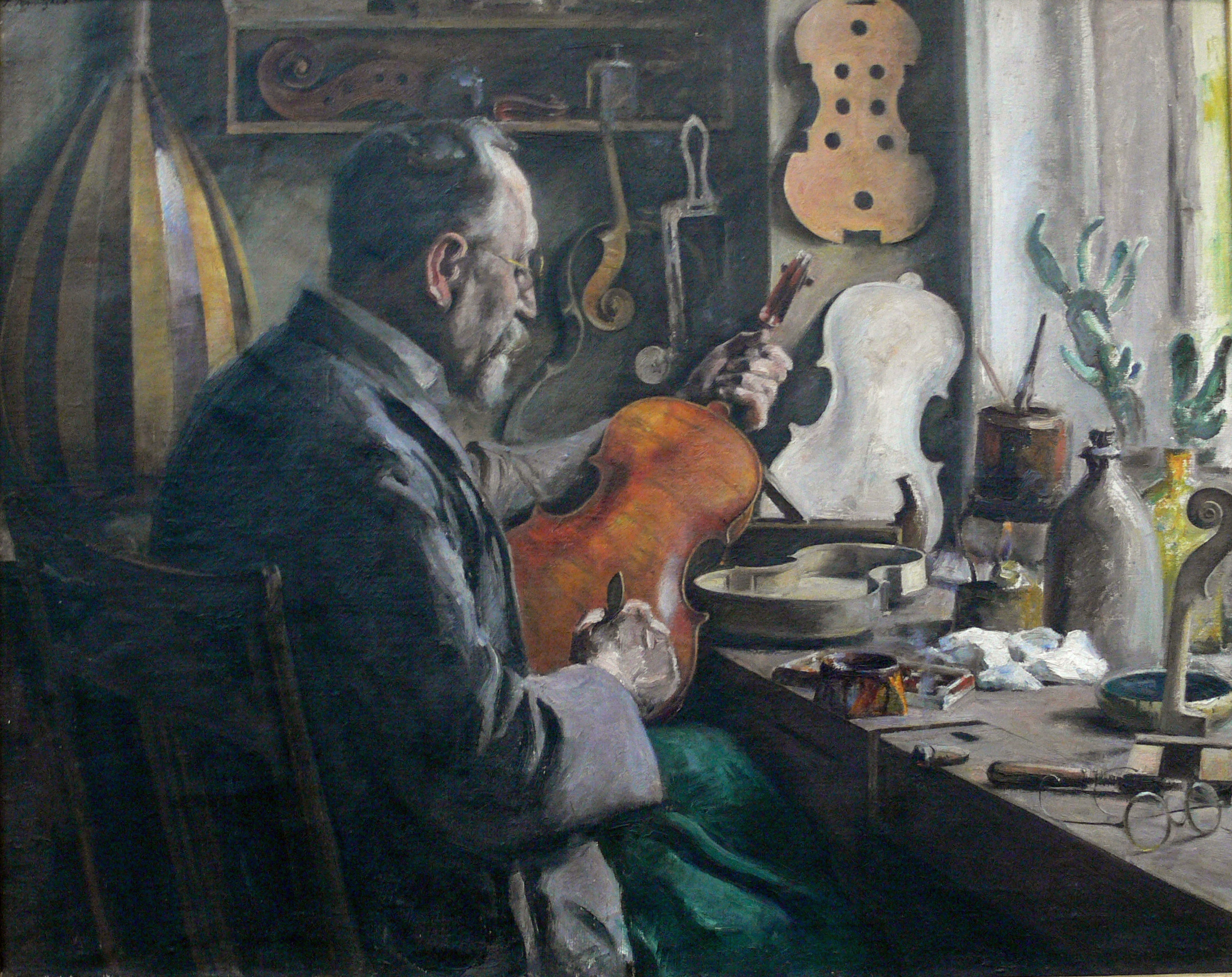
Fritz Tennigkeit: Otto Möckel in seiner Werkstatt, Öl auf Leinwand, 1935

Tennigkeit wurde von 1909 bis 1913 zunächst als Lithograf ausgebildet. Nach dem Ersten Weltkrieg begann er das Studium der Malerei bei Lovis Corinth und Hans Baluschek. Der als freie Künstler tätige Maler blieb in Berlin ansässig und stellte unter anderem in der Preußischen Akademie der Künste, der Berliner Secession und bei der Großen Berliner Kunstausstellung aus. Außerdem hatte er zahlreiche Einzel-, Atelier- und Kollektivausstellungen in den 1920er und 1930er Jahren, u. a. im Parthenon am Kurfürstendamm und in der Berliner Galerie Gurlitt. Tennigkeits Porträt seines Schwiegervaters Otto Möckel befindet sich heute im Besitz des Musikinstrumenten-Museums Berlin. Den Schwerpunkt seines Werks bilden Landschaftsdarstellungen als Aquarelle und Ölbilder. An erster Stelle stehen Motive aus der näheren Umgebung Berlins und der Mark Brandenburg.

## Bildauswahl: Ölbilder, Aquarelle, Zeichnungen

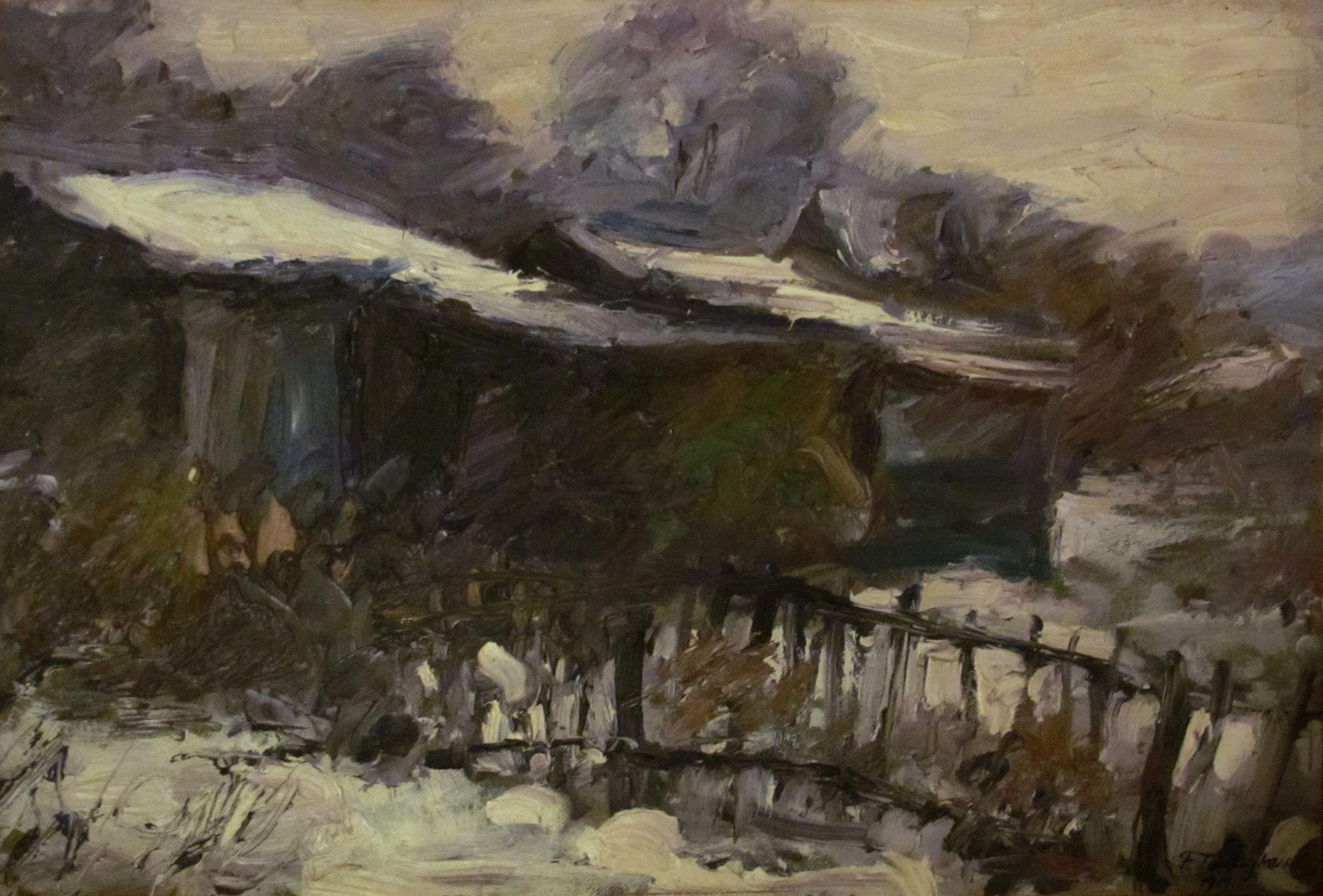
Schuppen im Schnee, 1919, Öl auf Karton, 43 × 30 cm
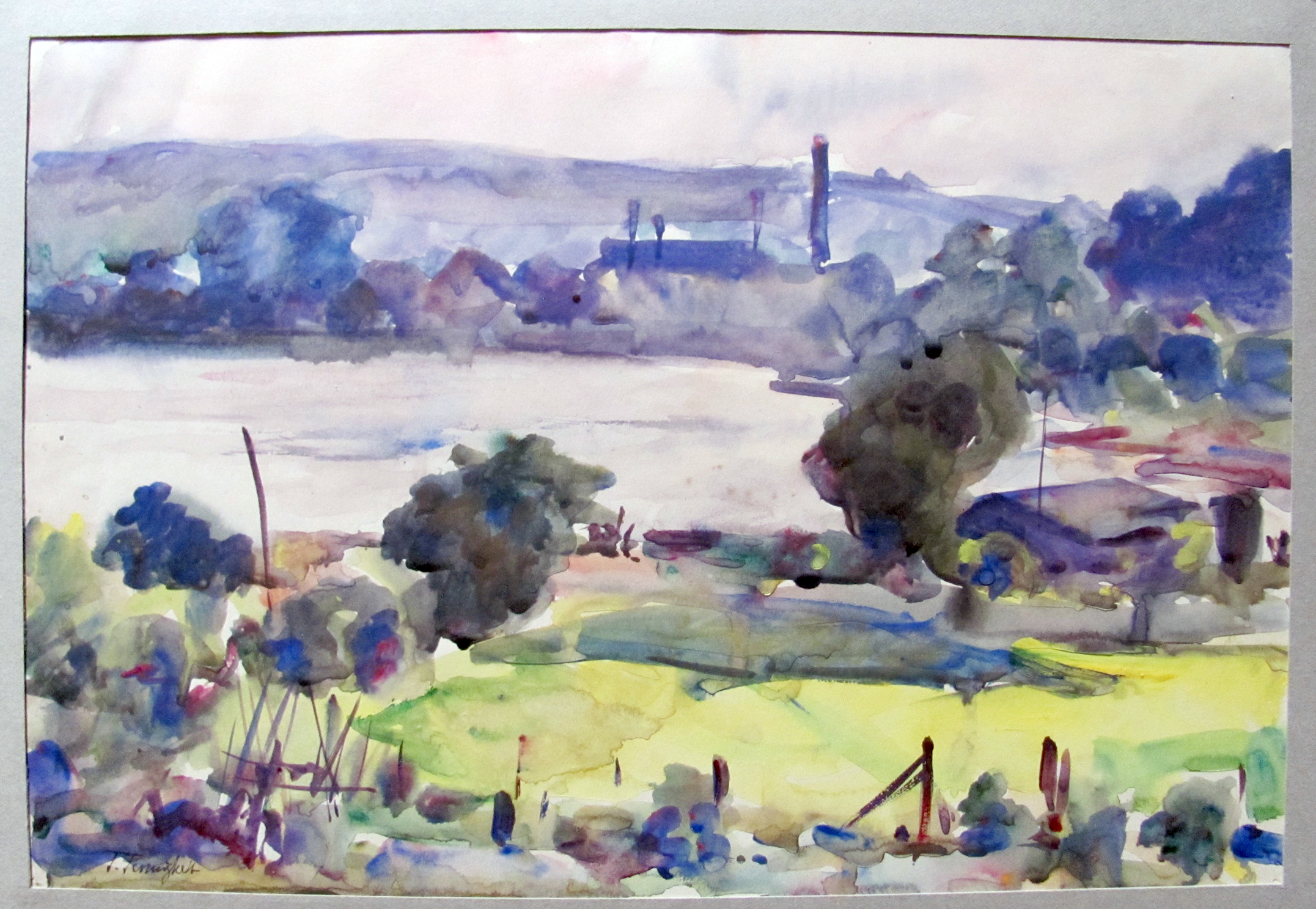
Am Werbellinsee, 1922, Aquarell, 44 × 36 cm
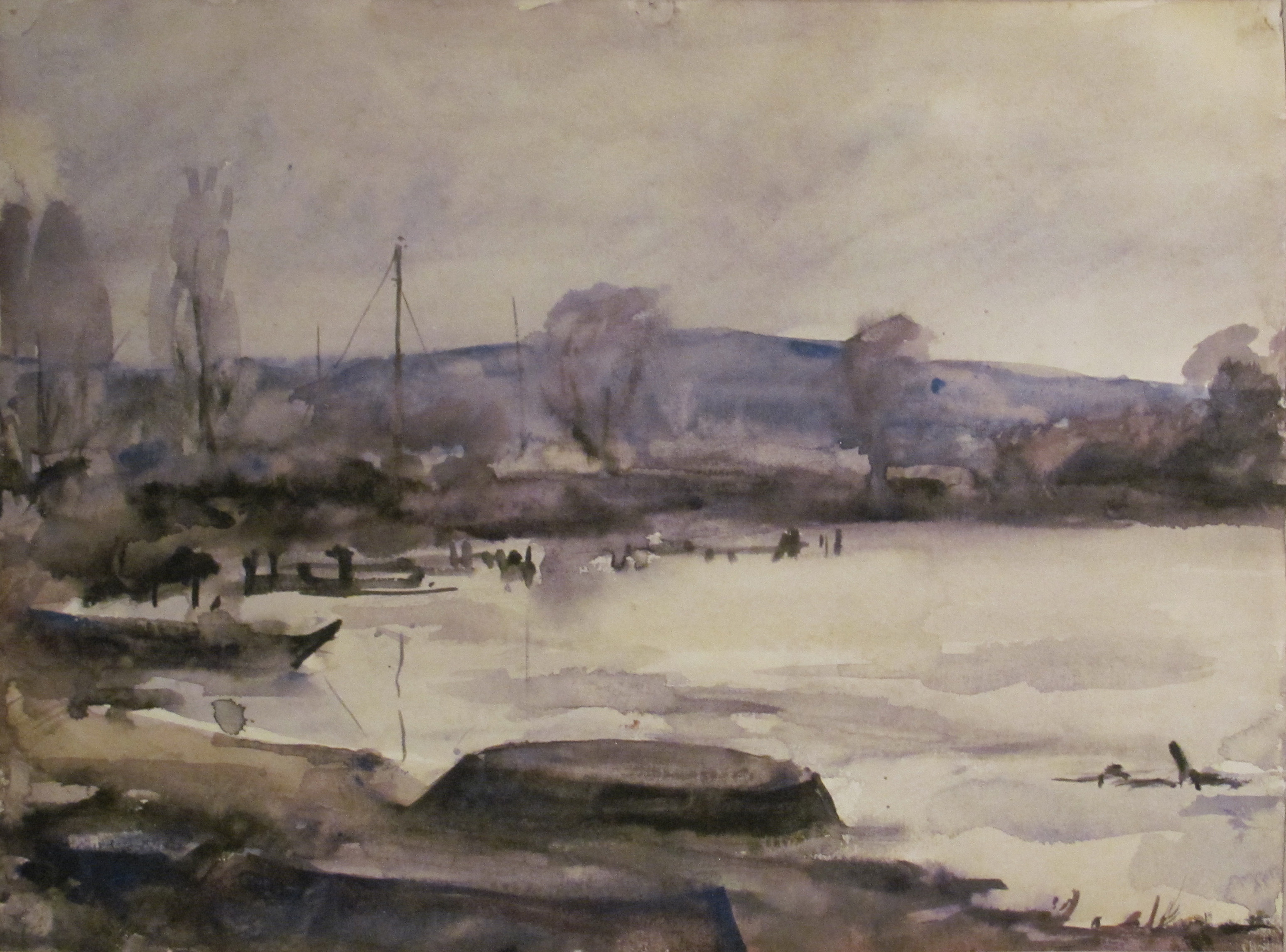
Schwanenwerder, 1922, Aquarell, 34 × 25,5 cm
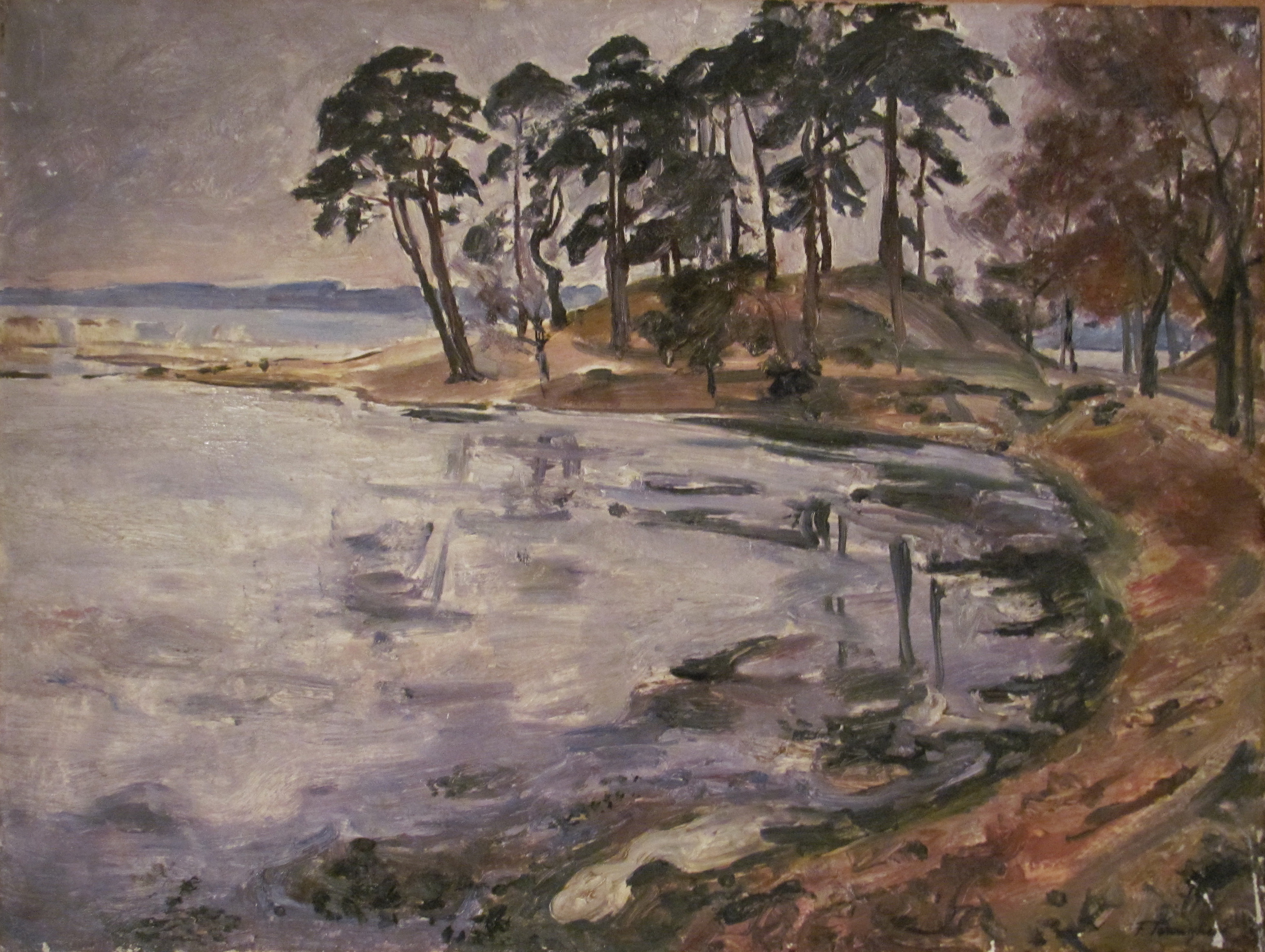
An der Havel, 1931, Öl auf Leinwand, 65 × 50 cm
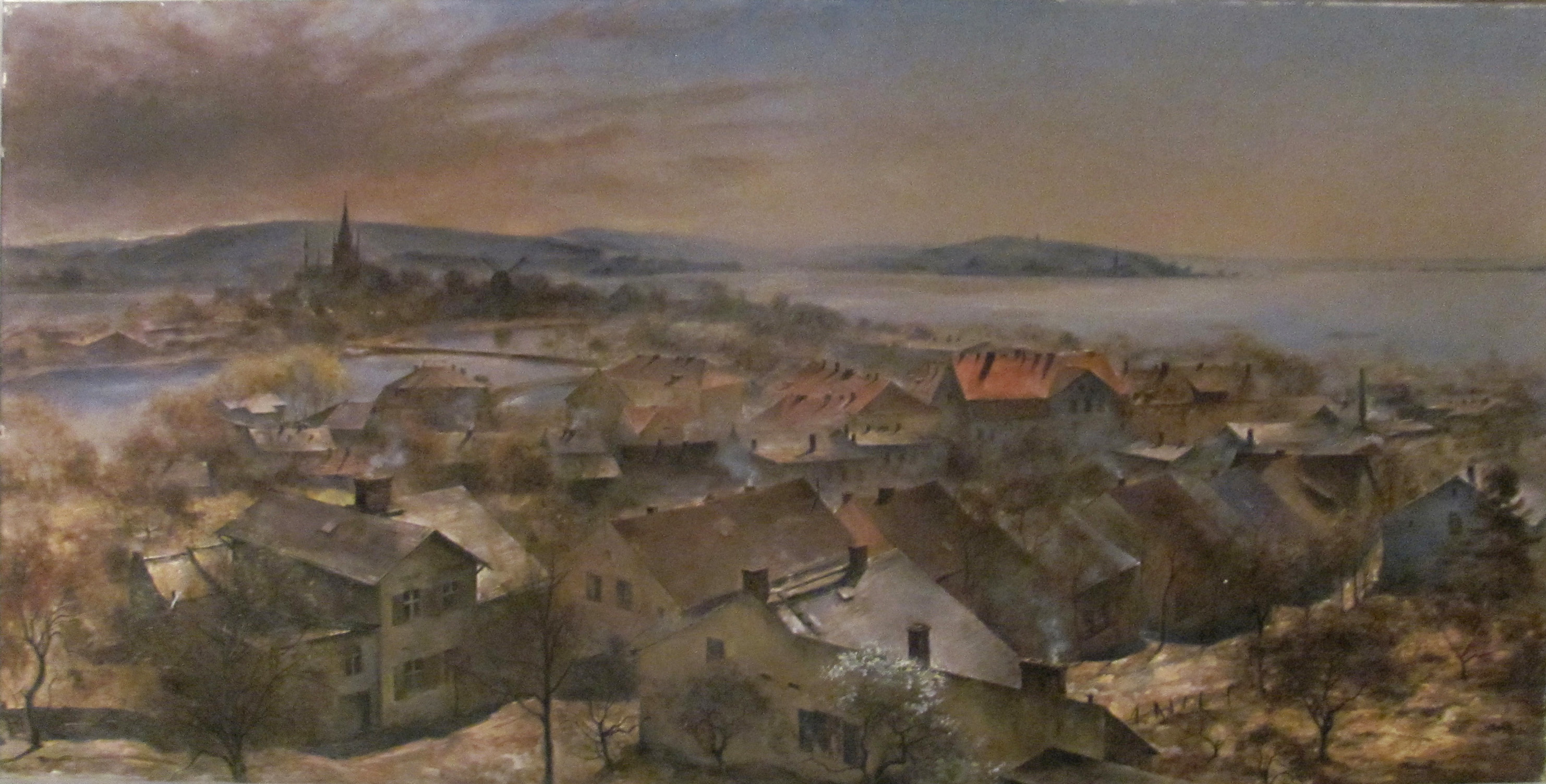
Blick auf Werder/Havel, o. J., Öl auf Leinwand, 130 × 76 cm
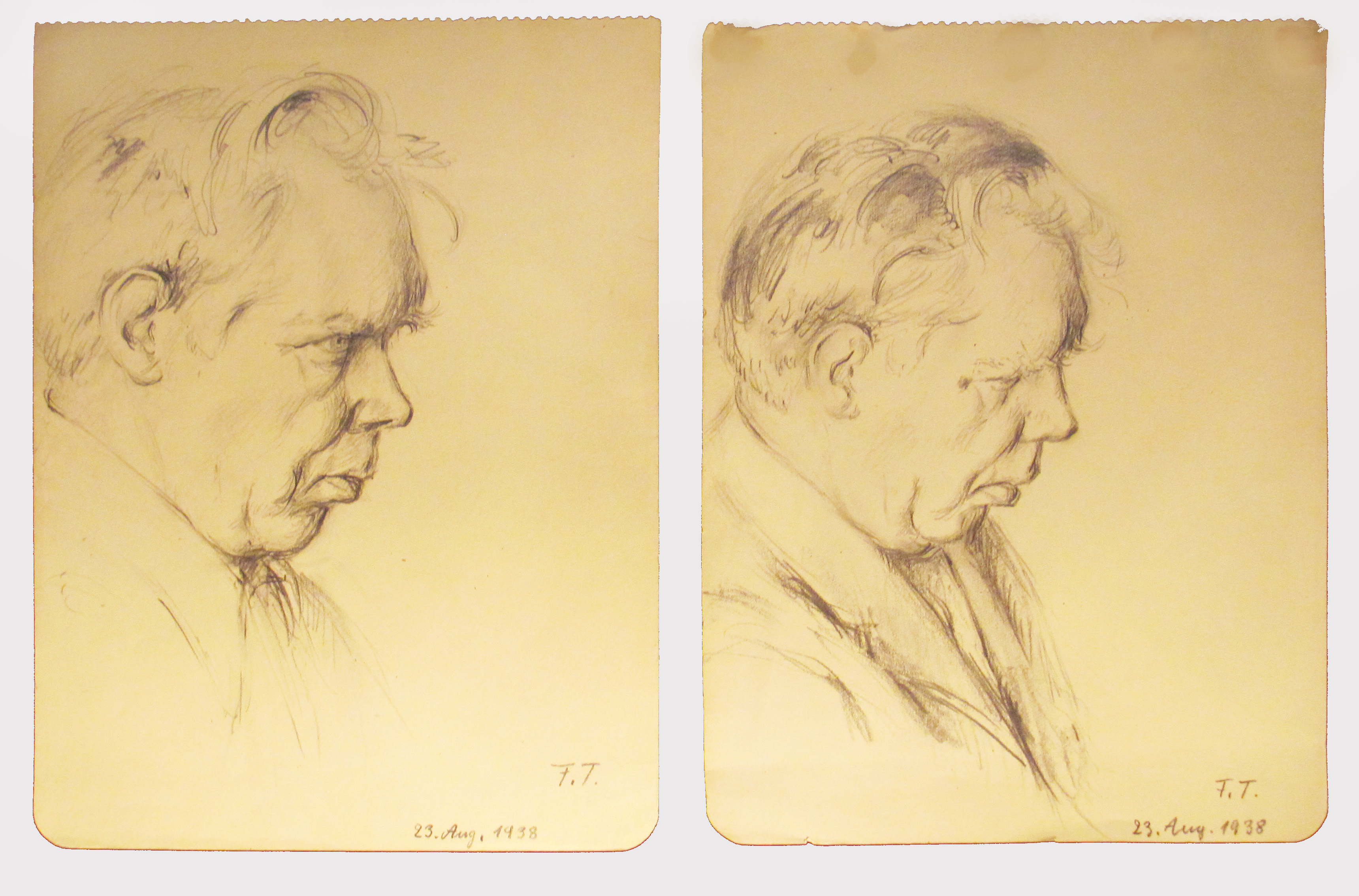
Porträtskizzen des Pianisten Edwin Fischer, 1939